# 1559 Kustaanheimo
1559 Kustaanheimo (1942 BF) là một tiểu hành tinh vành đai chính, được Liisi Oterma phát hiện tại Turku ngày 20.1.1942.